# GCMC
GCMC（Groupe de Combat en Milieu Clos、海軍近接戦闘群または人質救出・対テロリズム部隊、仏：Escouade de contre-terrorisme et de libération d’otages、ECTLO、英：Close Quater Combat Group：CQCG）は、フランス海軍に所属する特殊部隊である。フランス海軍の新たな海上テロ対策部隊として1994年に発足した。GCMCは、フランス軍の特殊作戦を統括する特殊作戦司令部COSの指揮・調整によって運用されている。
人員が20名前後と少ない為、類似する部隊である海軍コマンドのコマンドー・ユベルB小隊（Section B）と連携して任務を遂行する場合が多い。

## 装備
- FA-MAS
- M4A1カービン
- FN P90
- H&K MP5
- ベレッタM92
- H&K USP
- ミニミ軽機関銃

## GCMCが出動した事案
- 2009年（平成21年）：ソマリア沖に出没する武装海賊（ソマリア沖の海賊）にフランス人5人が乗ったヨットが海賊に乗っ取られる事件があり、フランス海軍の特殊部隊GCMCがコマンドー・ユベル隊員と共同で4月10日ヨットを急襲して人質4人を救出したが、1人が救出作戦中に流れ弾に被弾して死亡した。（ソマリア沖2009年4月10日の事件）